# Coal Energy S.A.

Coal Energy S.A. — холдингова вугледобувна компанія із штаб-квартирою у Люксембурзі, що об'єднує активи підприємств науково-виробничого об'єднання «Механік», третій за обсягом запасів і сьомий за обсягами видобутку виробник вугілля в Україні.
Засновник, CEO і голова Ради директорів компанії — Вишневецький Віктор Вікторович.
Coal Energy займається видобуванням, збагаченням і продажем енергетичного і коксівного вугілля. За класифікацією JORC її запаси вугілля становлять 235,5 млн тонн, серед яких 151,2 млн тонн — балансових. Компанія також очікує дозвіл на отримання нових ліцензій з 286,9 млн тонн запасів вугілля.
Компанія постачає вугілля тепловим електростанціям, коксохімічним і цементним заводам і муніципалітетам. Здійснюється також експорт в Болгарію, Словаччину, Молдову і Туреччину.
В липні 2011 року Coal Energy S.A. провела IPO на Варшавській фондовій біржі (WSE), в ході якого залучила фінансування на суму 225 мільйонів злотих.
У третьому кварталі 2021 року компанія планує завершити реструктуризацію, пов'язану із відчуженням активів, що знаходяться на тимчасово окупованій території України.

## Структура
До складу компанії входять дочірні підприємства:
- ТДВ "Орендне підприємство «Шахтоуправління ім. В. І. Чапаєва»,
- ТОВ «Донпромбізнес»:
  - Шахта імені Преподобного Сергія Радонезького (до 1960 р. — шахта «Ровенська-Комсомольська»)
- ТОВ «Вугледобування»:
  - Шахта «Свято-Миколаївська» (до 2000 р. — шахта «Донецька»)
- ТОВ «Донбасвуглерозробка»:
  - Шахта «Святителя Василя Великого» (до 2005 р. — шахта «Горняк»)
- ТОВ «Ексименерго»:
  - Шахта «Свято-Андріївська» (до 2006 р. — шахта ім. 60-річчя Великої Жовтневої соціалістичної революції)
- ТОВ «Надра Донбасу»:
  - Шахта «Свято-Серафімівська» (до 1997 р. — шахта «Красногвардійська»)
- ТОВ «Техінновація»:
  - Шахта «Свято-Покровська» (до 1999 р. — шахта «Красноармійська»)
- ТОВ «Донвуглетехінвест»:
  - Збагачувальна фабрика «Постніковська»
- ТОВ «Антрацит»
- ТОВ „Енергомеханічний завод «Механік»“
- ТОВ «Донбаскріплення»
- ТОВ «Донбасвуглепроходка»
- ТОВ «Укргеосервіс»
- ТОВ «Вуглетехнік»
- ТДВ «ОП «Шахта імені Святої Матрони Московської»  (до 05 липня 2012 року шахта «Новодзержинська»)[5]

## Показники
Виручка компанії за 2020 фінансовий рік (липень 2019 – червень 2020) склала 3,69 млн доларів. 
Виробництво вугілля - 36,4 тис. тонн
Коксоване вугілля - 32,7 тис. тонн
Продажі - 38,3 тис. тонн